# Meteorus octasemae
Meteorus octasemae är en stekelart som beskrevs av Fischer 1968. Meteorus octasemae ingår i släktet Meteorus och familjen bracksteklar. Inga underarter finns listade i Catalogue of Life.